# Kloster Vyšší Brod

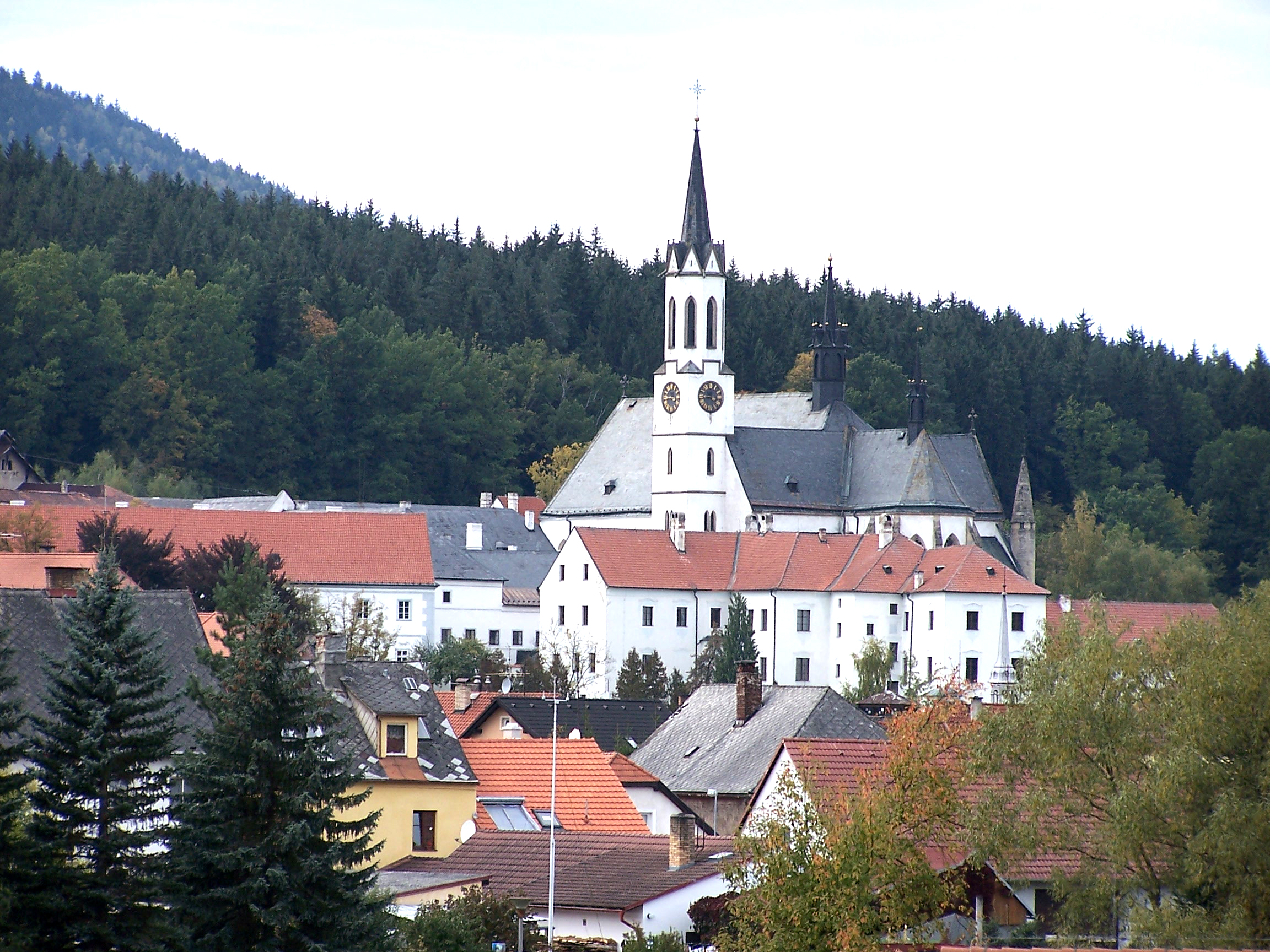
Kloster Vyšší Brod

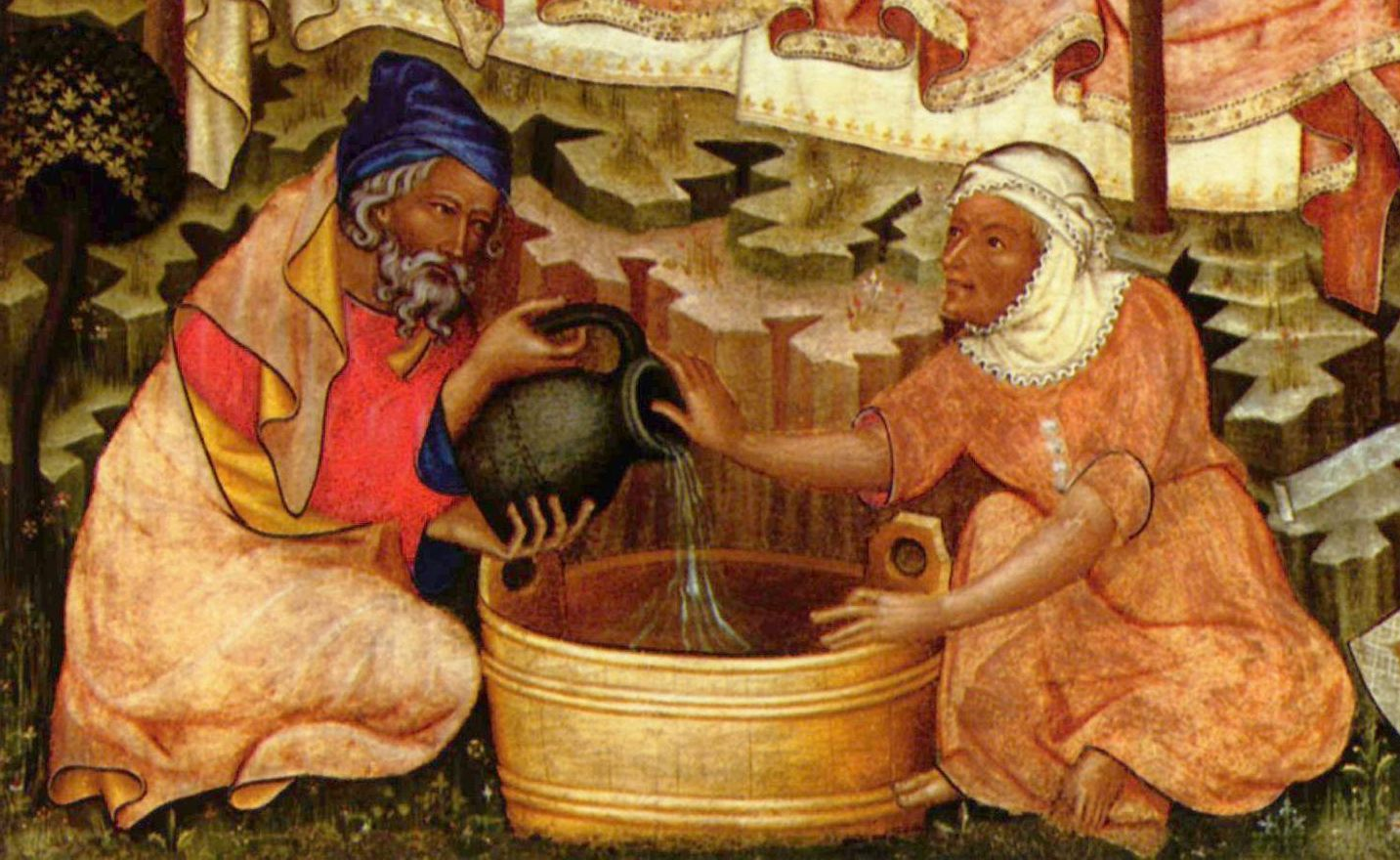
Tafelgemälde aus dem Gemäldezyklus des Meisters von Hohenfurth

Das Kloster Vyšší Brod ([ˈvɪʃiː brot], lateinisch Abbatia B.M.V. de Altovado, tschechisch Vyšebrodský klášter, deutsch Abtei Hohenfurth, auch Hohenfurt) ist eine Zisterzienser-Abtei in Vyšší Brod (Hohenfurth) im Okres Český Krumlov (Krumau) in Tschechien. Sie liegt westlich der Einmündung der Kleinen Moldau in die Moldau.
Das im 13. Jahrhundert gegründete Kloster war ein geistliches und kulturelles Zentrum Südböhmens. 1995 wurde es zum Nationalen Kulturdenkmal Tschechiens erklärt.

## Geschichte

### Gründung
Das Zisterzienserkloster Hohenfurth wurde 1259 vom böhmischen Oberstmarschall Wok von Rosenberg gegründet und mit zwölf Mönchen aus dem Stift Wilhering bei Linz besiedelt. Der Überlieferung nach soll Wok das Kloster aus Dankbarkeit für seine Errettung aus den Fluten der Moldau errichtet haben. Als Gründungstag des Klosters gilt der 1. Juni 1259, an dem die Klosterkirche vom Prager Bischof Johann III. geweiht wurde. Während der Hussitenkriege wurde die Klosterkirche beschädigt, die Klostergüter verwüstet und mehrere Patronatskirchen zerstört.

### Bezeichnung
Das Kloster übernahm den Namen der Gemeinde, in deren Nähe es gegründet wurde. So ist zuerst der deutsche Name Hohenfurt belegt, der von der örtlichen Bezeichnung „zu der hohen furt“ stammt. Später wurde der Name ins Latein übersetzt („Altum Vodum“). Der tschechische Name ist erst im Jahre 1394 belegt und variierte im Lauf (Vyšebrod, Vyšší Brod, Vyšný Brod, Vyšní Brod und auch das falsche "Višňový Brod" – „Sauerkirschenfurt“).

### Neuzeit bis 1800
Um 1530 umfasste die Grundherrschaft der Abtei Hohenfurt die Märkte Hohenfurth und Höritz sowie 108 Dörfer. Im Dreißigjährigen Krieg musste das Kloster zahlreiche Einquartierungen und Plünderungen erdulden; der Konvent war damals zeitweise in anderen Klöstern untergebracht. 1627 erhielt der Abt als Infulierter Prälat Sitz und Stimme im böhmischen Landtag. Um 1650 gehörten zur Grundherrschaft entsprechend einer Steuerrolle drei Städtchen (Hohenfurth, Höritz und ein Teil von Priethal) sowie 103 Dörfer und 14 Weiler. Neben der Stiftsherrschaft Hohenfurth besaß das Kloster noch das Stiftsgut Komarzitz, das gesondert verwaltet wurde. Um diese Zeit übernahmen die Mönche zunehmend die Seelsorge in den Patronatspfarreien, da es an Diözesanpriestern mangelte. Am 17. Juni 1690 wurde das Kloster durch einen Brand stark beschädigt. Durch die Josephinischen Reformen entging es nur knapp einer Aufhebung. 1786 wurde Abt Hermann Kurz seines Amtes enthoben, die Aufnahme von Novizen verboten und der Großgrundbesitz teilweise aufgeteilt und verpachtet. 1789 wurden die Maßnahmen mit kaiserlicher Verfügung rückgängig gemacht und 1790 dem Kloster seine bisherigen Privilegien zuerkannt. Als Gegenleistung musste sich das Kloster verpflichten, vier bzw. später fünf Professoren für die Philosophische Lehranstalt und später an das deutsche Gymnasium in Budweis zu stellen. Diese Verpflichtung blieb bis 1921 bestehen.

### 1800 bis 1930
Das Patronat über das Kloster und über die klösterlichen Besitzungen oblag bis 1611 den Herren von Rosenberg, danach für jeweils kurze Zeit Johann Zrínsky von Seryn, der ein Neffe des letzten Rosenbergers Peter Wok von Rosenberg war, sowie den Kaisern Matthias und Ferdinand II. Ab 1622 lag das Patronat bei den neuen Besitzern der Herrschaft Krumau, den Herren von Eggenberg, und ab 1719 bei den Fürsten Schwarzenberg. Am 28. Februar 1822 gelang Abt Isidor Teutschmann die Loslösung von der Herrschaft Krumau. Damit übte das Kloster bis zur Aufhebung der Grundherrschaft im Revolutionsjahr 1848 die weltliche Herrschaft über das Klostergut und deren Einkünfte aus.
Ende des 19. Jahrhunderts wurden unter Abt Leopold Wackarž, der 1891 zum Generalabt des Zisterzienserordens gewählt worden war, umfangreiche Baumaßnahmen vorgenommen, die sich auch auf die inkorporierten Pfarreien erstreckten. Sein Nachfolger Bruno Pammer († 1924) errichtete 1904 auf Klostergrund ein Elektrizitätswerk. Ab 1911 beteiligte sich das Kloster am Bau und Betrieb der Hohenfurther Elektrischen Lokalbahn, mit der die Region einen Anschluss an das Eisenbahnnetz erhielt. Bruno Pammer war einer der beiden Konzessionäre der privat finanzierten Lokalbahn.
Nach dem Zerfall Österreich-Ungarns infolge des Ersten Weltkrieges lag das Kloster und dessen Grundbesitz auf dem Staatsgebiet der neu begründeten Tschechoslowakei. Nach einer Bodenreform verlor das Kloster einen Teil seines Grundbesitzes zugunsten des neu gegründeten Staates. Trotzdem konnte Abt Tecelin Jaksch die Renovierung der Klosterkirche und weiterer Kirchen und Pfarrhöfe veranlassen. Damit verschaffte er während der Inflation der Geldwährung des Jahres 1923 und der Massenarbeitslosigkeit der Jahre 1929 und 1930 vielen Menschen Arbeit und Brot.

### Das Kloster während des Zweiten Weltkrieges
Eine größere Katastrophe für das Kloster folgte jedoch mit der Besetzung des Sudetenlandes nach dem Münchner Abkommen von 1938. Das Gebiet wurde politisch dem damaligen Gau Oberdonau und kirchlich der Diözese Linz angeschlossen. Am 21. November 1939 wurde Abt Tecelin Jaksch wegen seiner loyalen Haltung zum tschechoslowakischen Staat verhaftet und zu einer Gefängnisstrafe von einem halben Jahr verurteilt. Im Januar 1939 übernahm ein vom Gau Oberdonau ernannter Regierungskommissar die Verwaltung des Klosters. Der für die Dauer der Abwesenheit des Abtes Jaksch vom Konvent zum Koadjutor gewählte Pater Dominik Kaindl verlor jeden Einfluss. Gerade um diese Zeit hatte das Kloster den höchsten Personalstand in seiner bis dahin fast 700-jährigen Geschichte und bestand aus 69 Mitgliedern. Am 17. April 1941 wurde das Kloster Hohenfurth schließlich von der Linzer Gestapo aufgehoben. Die wenigen noch anwesenden Mönche wurden auf die Stiftspfarreien verteilt. Bleiben durften P. Vinzenz Pils, der als Rentmeister für die Weiterführung der Buchführung zuständig war und P. Alois Martetschläger, der zunächst die Gottesdienste in der Klosterkirche weiterführen durfte. Die Klostergebäude dienten nun als Lager für deutsche Umsiedler aus Bessarabien und gegen Kriegsende als Reserve-Lazarett für die Wehrmacht. Von den 21 Ordensangehörigen, die zum Krieg eingezogen waren, fielen zehn. Bereits am 1. November 1942 starb Pater Engelbert Blochl, Pfarrer von Heuraffl, an Hunger und Misshandlungen im KZ Dachau.

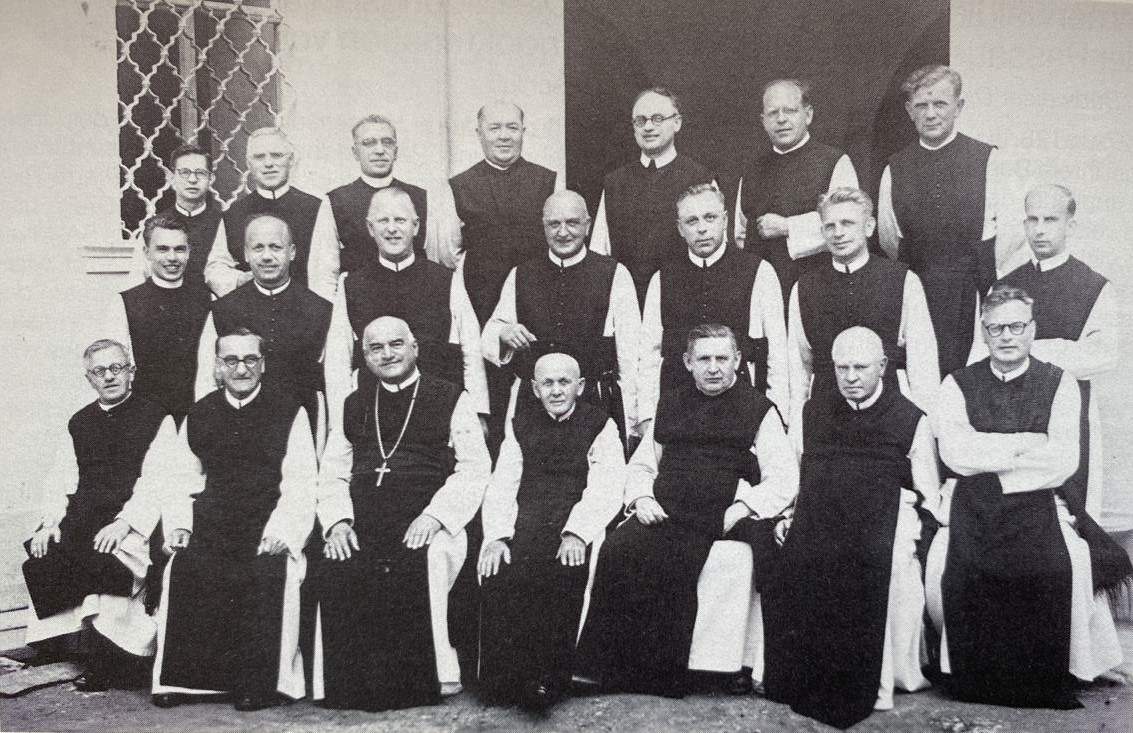
Der Konvent der Zisterzienserabtei Hohenfurt unter Abt Tecelin Jaksch (Foto zw. 1946 und 1949)

Schon im April 1941 berichtete der Gauleiter und Reichsstatthalter von Oberdonau August Eigruber nach München an den Führerbau, dass – neben der aufgehobenen Benediktinerabtei Kremsmünster – auch Stift Hohenfurth zur Bergung von Kunstwerken geeignet sei. Vier große und 20 mittlere Räume stünden dort zur Verfügung. Doch vorerst sollte sich die Unterbringung der Kunstwerke des „Sonderauftrags Linz“ jedoch auf das Reichskunstdepot Kremsmünster konzentrieren. Erst Februar 1943 übernahm Heinrich Klapsia, kommissarischer Leiter der Sammlung für Plastik und Kunstgewerbe des Kunsthistorischen Museums (KHM) in Wien, die für das Kunstmuseum Linz vorgesehene Berliner Sammlung Mannheimer und ließ sie in Hohenfurth deponieren. Der Umzug wurde von dem Kunsthistoriker Franz Kieslinger organisiert. Am 6. Mai 1945 erreichten US-Streitkräfte Hohenfurth, die zum Schutz der noch im Stift deponierten Kunstgüter eine Offizierswache einrichteten. Hohenfurth lag nach dem Kriegsende in der wiedererrichten Tschechoslowakei. Im Juni und Juli 1945 transportierte die 3rd US Army mehr als 1.000 Objekte in den Central Collecting Point nach München.

### Das Kloster in der Zeit des Kommunismus

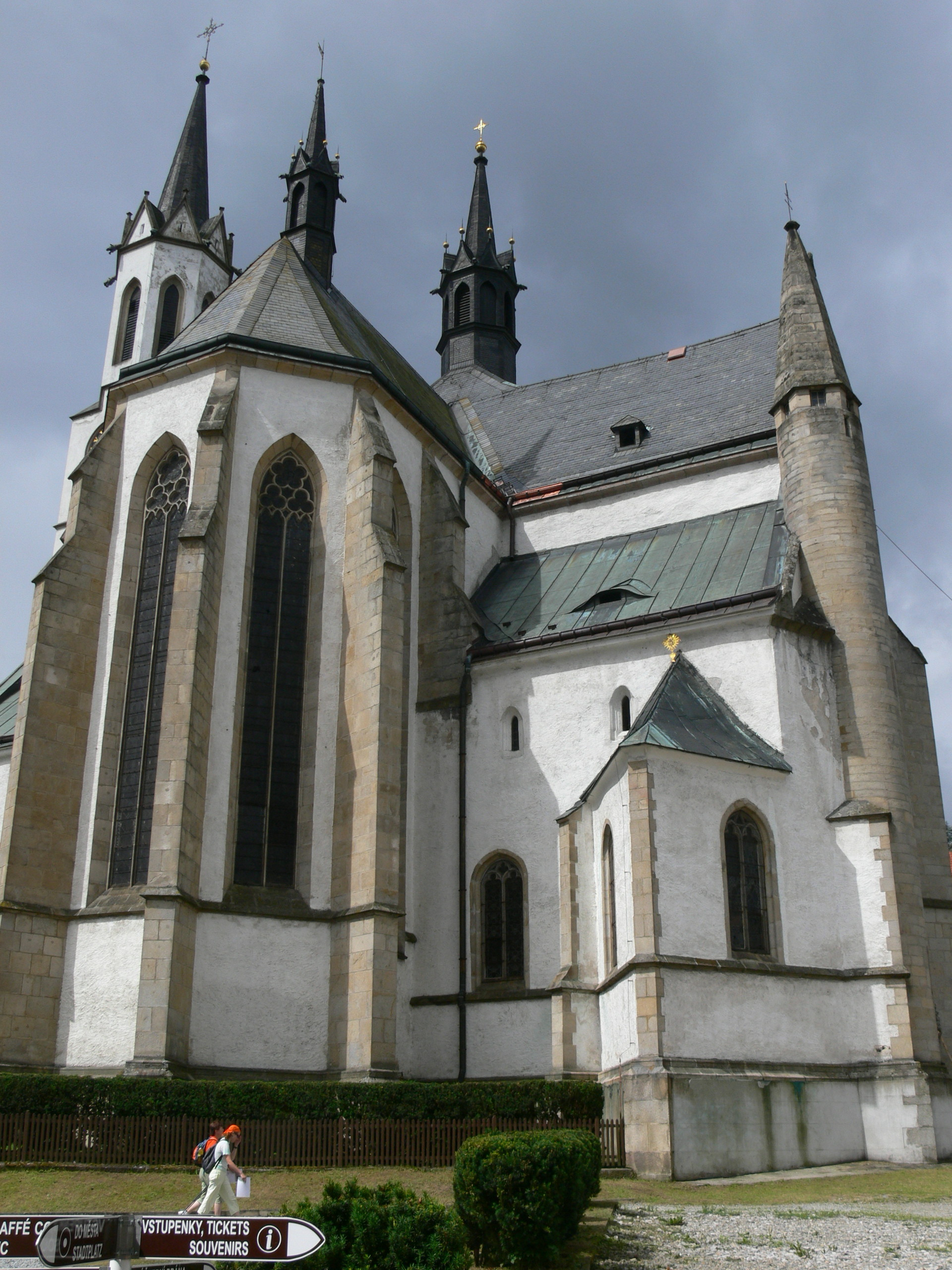
Klosterkirche

Nach Kriegsende bemühte sich Abt Tecelin Jaksch intensiv um eine Rückkehr des Konvents und die rechtmäßige Rückgabe der Besitzungen. Der Bestand des Klosters schien gesichert zu sein, nachdem ihm die Rückkehr mit Unterstützung des ebenfalls zurückgekehrten Präsidenten Edvard Beneš gelang. Infolge der Beneš-Dekrete wurde aber die Mehrzahl der Klostergeistlichen zusammen mit der deutschsprachigen Bevölkerung vertrieben, so dass nur ein kleiner Konvent übrig blieb, dessen Lage immer unhaltbarer wurde. Schon bald kam es zu Anfeindungen der kommunistischen Behörden, die den Verfolgungen durch die Nationalsozialisten nicht nachstanden. Nach dem Februarumsturz durch die Kommunisten im Februar 1948 verließ Abt Tecelin Jaksch am 26. Juli 1948 Vyšší Brod und fand Aufnahme im Stift Zwettl. Am 4. Mai 1950 folgte die Aufhebung des Klosters, in dem zuletzt nur noch zwei tschechische Mönche, drei Juniores, ein Novize und ein Laienbruder anwesend waren. Sie durften keine seelsorgliche Betätigung ausüben und wurden in das Internierungslager für Priester in das aufgehobene Kloster Osek verbracht. Im selben Jahr wurde der Hohenfurther Konventuale Matthäus Quatember zum Generalabt des Zisterzienserordens gewählt.
Nach 1950 dienten die Klostergebäude als Kaserne der Tschechoslowakischen Armee. Später wurden Grenzschutztruppen einquartiert, die für die Bewachung der nahen österreichischen Grenze, des sogenannten Eisernen Vorhangs, benötigt wurden. Schließlich standen die Klostergebäude leer und wurden teilweise dem Verfall preisgegeben.

### Stift Rein-Hohenfurth
Der letzte Hohenfurther Abt Tecelin Jaksch wurde 1949 zum Apostolischen Administrator von Stift Rein ernannt. Nach dessen Tod am 23. Mai 1954 versuchte der letzte Pfarrer und Dekan von Hohenfurth, P. Nikolaus Lonsing, als „Prior regens“ eine Neugründung des Hohenfurther Konvents im ehemaligen Kapuzinerkloster in Schillingsfürst in Mittelfranken. Da sich der Konvent dort nicht entwickeln konnte und das Generalkapitel des Zisterzienserordens schon 1958 eine Vereinigung der Konvente von Rein und Hohenfurth vorgeschlagen hatte, wurde die Neugründung 1959 wieder aufgehoben. Die Ordensangehörigen kehrten nach Rein zurück, wo am 7. Oktober 1959 die Vereinigung unter der Bezeichnung „Stift Rein-Hohenfurth“ zustande kam. Damit übernahm das Stift die Verpflichtung, die Abtei Hohenfurth wieder zu besiedeln, sobald sich dazu eine Möglichkeit ergab.

### Neuanfang nach 1989
Nach der politischen Wende von 1989 konnten zwei Patres nach Vyšší Brod zurückkehren, wo sie sich um eine Erneuerung des klösterlichen Lebens bemühen. Dabei wurden sie mit materieller Hilfe aus Österreich, vor allem aus dem Stift Heiligenkreuz unterstützt. 1991 wurde die Bibliothek restituiert.
Die Besucher des Stiftes können an Gottesdiensten teilnehmen und die gotische Kirche, den Kreuzgang, den Kapitelsaal, die Barockbibliothek und eine Reihe von Kunstgegenständen in Ausstellungen der Stiftssammlungen besichtigen.
Im Jahr 2011 nutzten die Mönche von Vyšší Brod die im Motu Proprio „Summorum Pontificum“ von 2007 vorgesehene Möglichkeit und kehrten zur außerordentlichen Form der Heiligen Messe sowie zu den alten Gebräuchen, die im Zisterzienserritus bis 1962 Geltung hatten, zurück.
Nachdem das Kloster von einer im Jahr 2013 angelaufenen Restitution kirchlichen Eigentums durch den tschechischen Staat zunächst nicht profitieren konnte, wurden im Jahr 2017 3600 Hektar Wald und 22 Hektar Teichflächen an das Kloster rückübertragen. Mit den von den Kommunisten im Jahr 1950 enteigneten Flächen ergeben sich für das Kloster neue wirtschaftliche Handlungsspielräume, für die aber zunächst Investitionen erforderlich sind. Die Rückgabe verzögerte sich, weil ein erforderliches Schriftstück fehlte, das dem Kloster im Jahr 1947 bescheinigte, nicht mit den Nationalsozialisten kollaboriert zu haben. Dieses Schreiben wurde inzwischen im Archiv des tschechischen Verteidigungsministeriums gefunden.
Pater Justin Berka war von 2007 bis 2019 Prior-Administrator der Klostergemeinschaft von Vyšší Brod. Am 17. Mai 2019 wurde er offiziell zum Prior gewählt.
2013 war das Kloster neben Freistadt und Bad Leonfelden einer der Standorte der oberösterreichischen Landesausstellung „Alte Spuren, neue Wege“, die die historischen Verbindungen zwischen Böhmen und dem Mühlviertel thematisierte.
Im Jahre 2017 lebten in Hohenfurth drei Mönche mit Feierlicher Profess und ein Oblate. Seit 2018 befindet sich die Gemeinschaft in einer Wachstumsphase, wodurch der Konvent Ende des Jahres 2020 einen neuen Höchststand von zehn Mitgliedern erreichte. Für die offizielle Errichtung einer Abtei sind zwölf Mitglieder erforderlich.

## Klosterkirche

### Architektur
Die ursprünglich hölzerne Klosterkirche Mariä Himmelfahrt wurde 1259 geweiht und zwischen 1270 und 1280 aus Stein errichtet. Erst zwischen 1360 und 1370 konnte das Gewölbe der dreischiffigen Kirche vollendet werden.
In den Jahren 1830–1862 und 1878–1882 sowie Ende der 1920er Jahre und wieder nach 1989 erfolgten Umbauten und Renovierungen der Klosterkirche.
Ein neugotischer Kirchturm ersetzt seit 1862 seinen barocken Vorgänger.

### Innenausstattung
Vor 1347 stiftete Peter I. von Rosenberg für den Hauptaltar einen Gemäldezyklus mit neun Bildern aus dem Leben Christi. Er wurde vom Meister von Hohenfurth geschaffen und befindet sich seit 1938 in der Nationalgalerie Prag. Dort wird auch das bekannte gotische Tafelbild der Madonna von Hohenfurth ausgestellt, das 1384 erstmals erwähnt wurde.
Die spätgotischen, geschnitzten Flügelaltäre des hl. Rochus und der hl. Barbara entstanden 1524–1525. Der architektonische Hauptaltar im Stil des Frühbarock wurde 1644–1646 errichtet.
Die Orgeln stammen von Orgelbau Breinbauer aus Ottensheim. Die Hauptorgel der Klosterkirche baute der österreichische Orgelbauer Leopold Breinbauer im Jahr 1892, der 1911 auch die Chororgel mit acht Registern auf einem Manual und Pedal schuf. Die Orgel ist in das Chorgestühl eingebaut und hat die Prospektfront auf der Rückseite des linken Gestühls. Der Spieltisch befindet sich auf dessen Dach und ist über eine Treppe im Gestühl erreichbar. Die Orgel hat pneumatische Kegelladen. Trotz ihrer „nur“ acht Register hat die Orgel einen vollen, runden Klang und ist von außergewöhnlicher Klangschönheit.

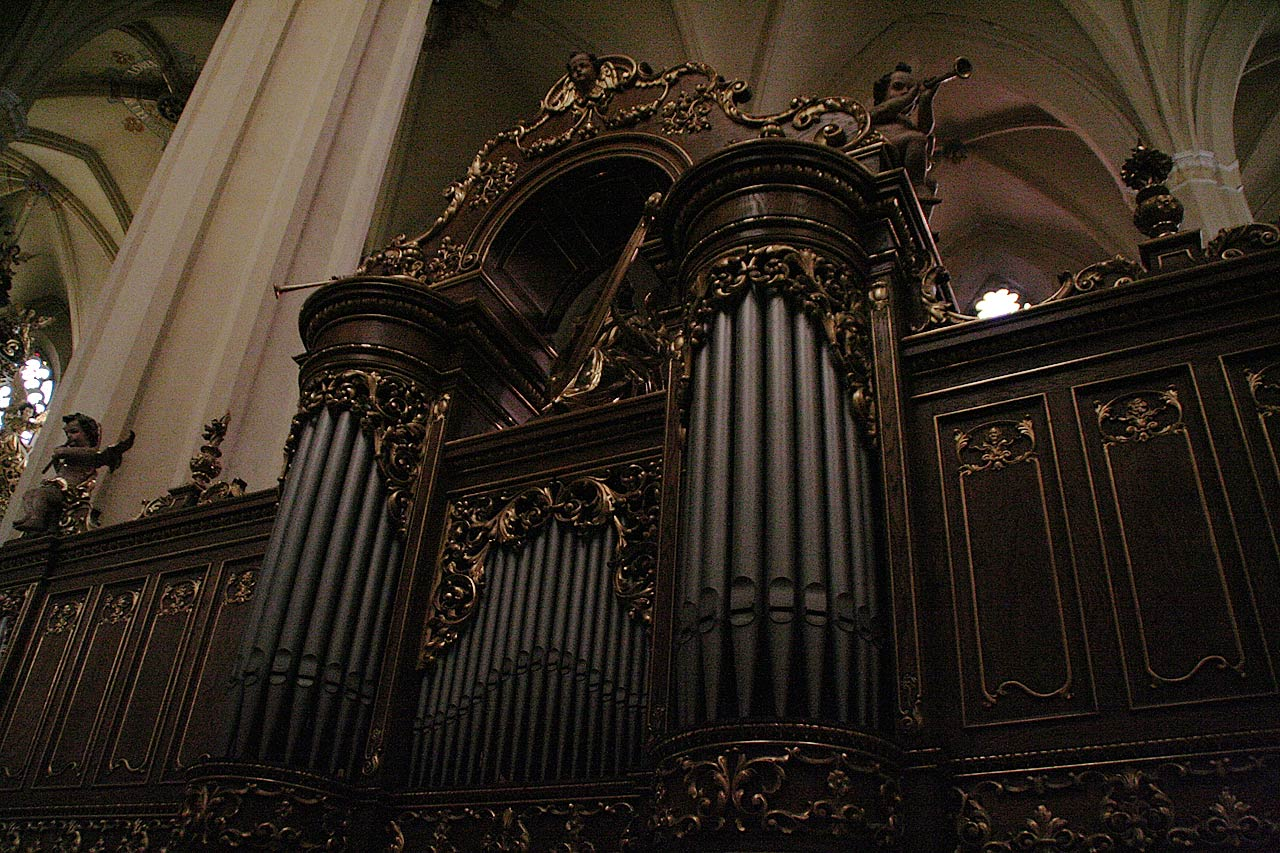
Chororgel
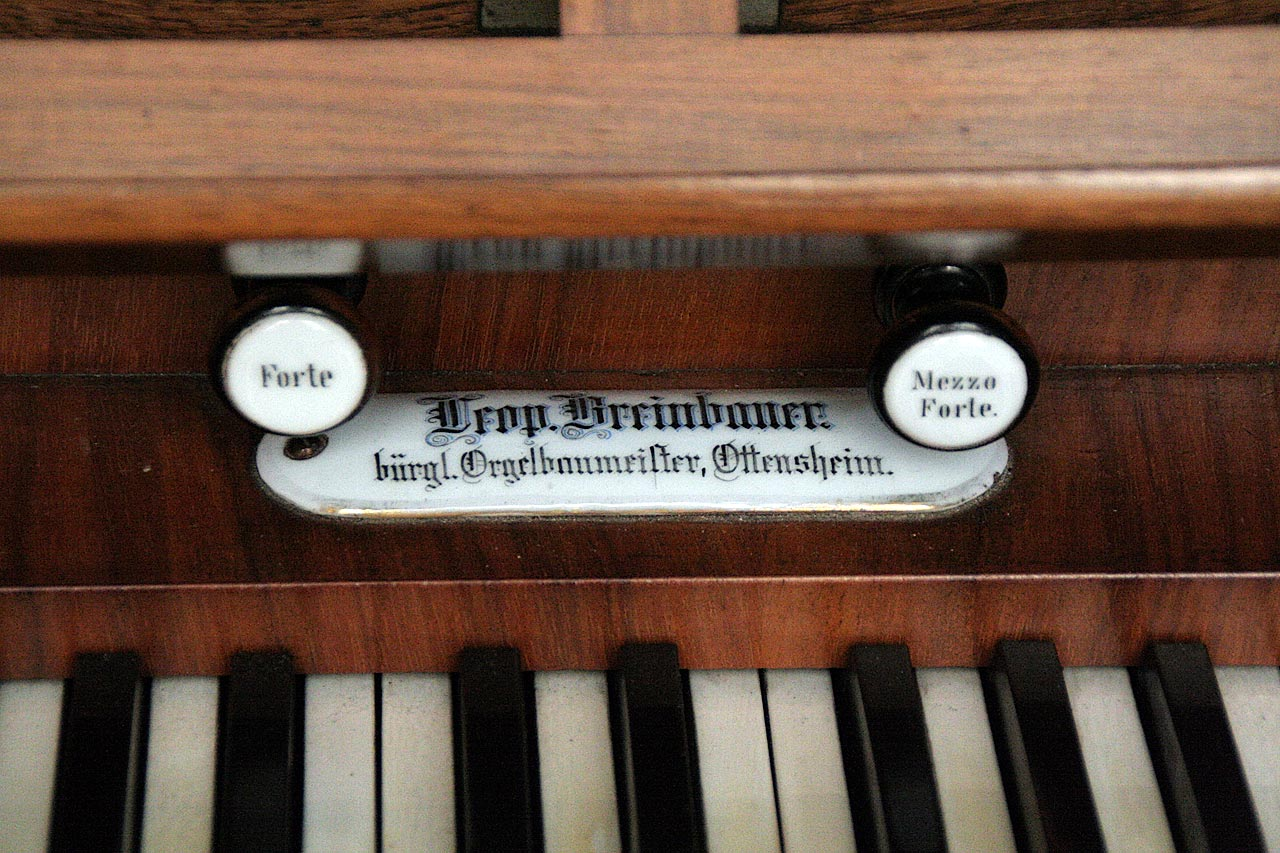
Spieltisch der Hauptorgel

### Nekropole der Rosenberger
Die Klosterkirche von Vyšší Brod diente 1262–1611 als Grablege der Herren von Rosenberg. Das Epitaph wurde im Auftrag des Stiftkapitels 1622–1629 geschaffen.
Nach der Bestattung Peter Woks, dem letzten Mitglied des rosenbergischen Geschlechtes, wurde die Gruft unzugänglich gemacht. Aus Březans Chronik ergibt sich, dass in der Gruft gerade nur noch für Peter Wok Platz war. Im Jahr 1902 wurde bei einer Untersuchung nach der Senkung der Stufen des Hauptaltars die in Vergessenheit geratene Gruft mit dem Sarg Peter Woks unter dem Presbyterium entdeckt.

## Klostergebäude und besondere Räume
| I. Klosterkirche St. Marie | II. Sakristei | III. Kapitelsaal         |
| IV. Vorhof                 | V. Portal     | VI. heutiges Refektorium |
| VII. alte Küche            | VIII. Saal    | IX.altes Refektorium     |
| X. Kapelle                 | XI. Kreuzgang | XII. Innengarten         |
| XIII. Nebengebäude         | XIV. Garten   |                          |

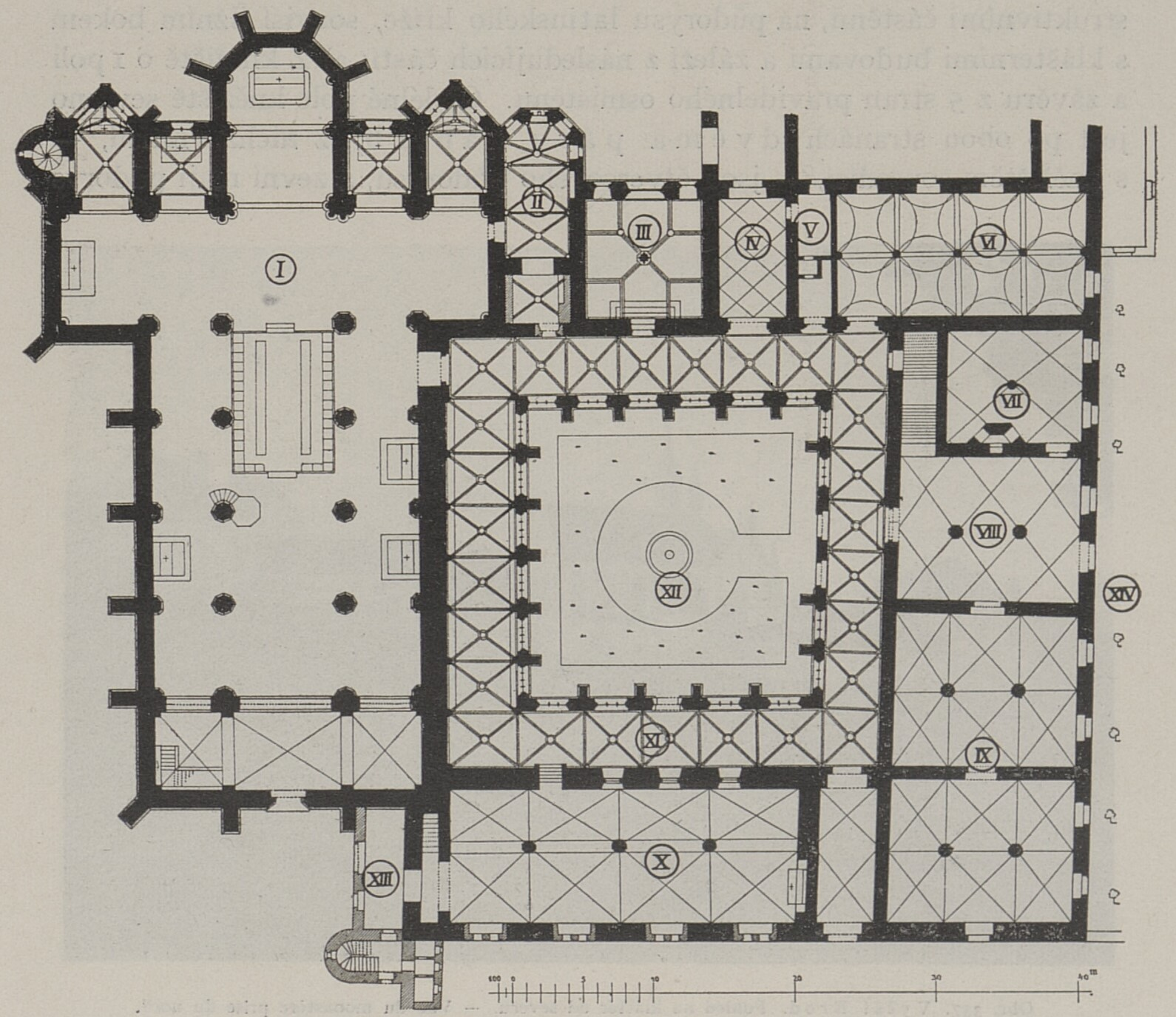
Klosteranlage Stift Vyšší Brod

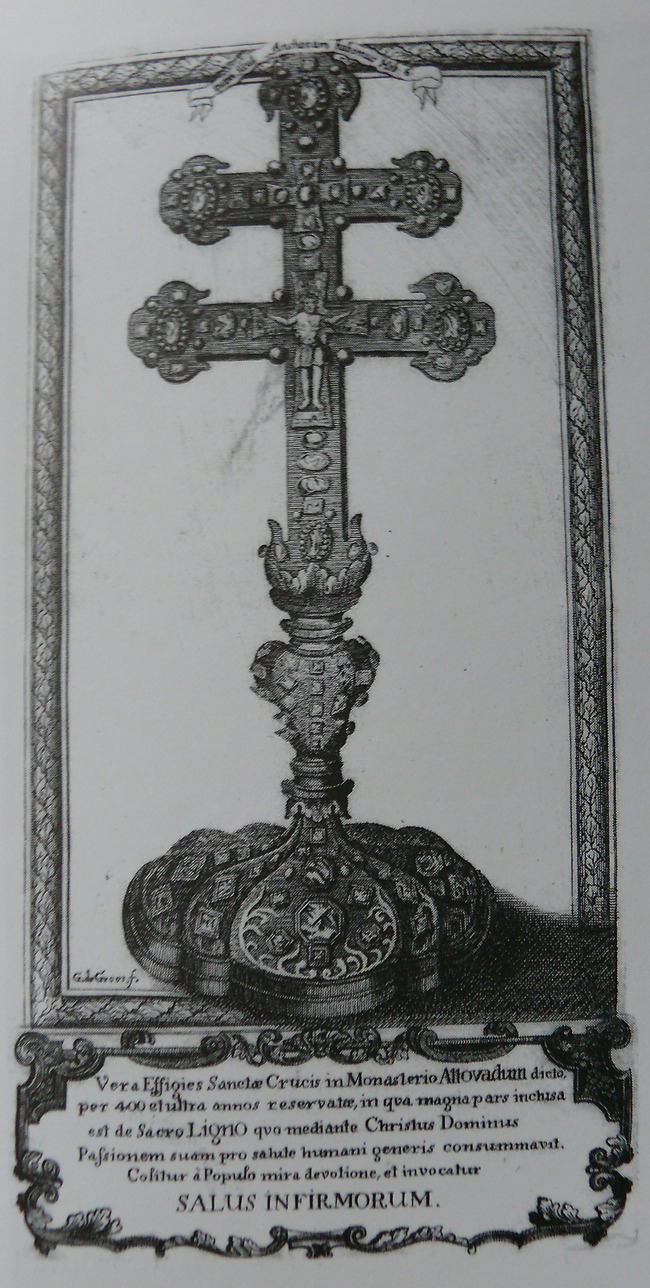
Abbildung des Zawischkreuzes

- Der Kapitelsaal (III.) entstand 1285–1300. Einmalig in Europa ist der Raum des quadratischen Kapitelsaales. Das mittlere ringförmige Fenster des Saales deutet an, dass beabsichtigt wurde, ein einmaliges Gewölbe vorzunehmen, das um knapp 100 Jahre früher die Prinzipien des Parlerschen Gewölbes der Kapelle des hl. Wenzel im St. Veitsdom in Prag zum Ausdruck brachte. Das Maßwerkmuster des Fensters geht von Rosettenfenstern der Gotik aus. Die Gesamtausschmückung des Saales drückt die mittelalterliche christliche Vorstellung vom Kosmos aus.[2] Das wohl Sehenswerteste am Kapitelsaal in der geschichtlichen Entwicklung der böhmischen Architektur ist die Form seines Gewölbesystems[14] auf quadratischem Grundriss, dessen dreistrahlige Gewölberippen von einem zentralen, achteckigen Pfeiler getragen werden.[11][15] Der Raum des Kapitelsaals spielte im Leben des Vyšebroder Zisterzienserklosters eine bedeutende Rolle. Täglich fanden hier Versammlungen aller Mönche statt, es wurden hier Ordensregeln gelesen und es fanden hier wichtige Verhandlungen einschließlich der Wahl der Äbte statt.[14]

- Das Portal (V.) führt vom südlichen Querschiff in die Sakristei (II.) und besitzt einem reliefverzierten Tympanon mit der Hand Gottes inmitten von Weinblättern) aus der Zeit um 1270/80.[11]
- der Kreuzgang (XI.) wurde 1360–1380 geschaffen. Im ersten Stock über dem westlichen Seitenflügel des Kreuzganges befindet sich die Bildergalerie. Diese ist ab 1835 durch den Umbau der klösterlichen Zellen nach den Plänen des Baumeisters Karl Jambora aus Krumau im neoklassizistischen Stil entstanden. Böhmische Gewölbe auf toskanischen Säulen sind das prägende Merkmal dieses Raums. Die im Kreuzgang gehenden Mönche sahen stets den als Paradiesgarten bezeichneten Innengarten (XII.). Dieser erinnerte die Mönche an die eschatologische Zusage des Paradieses, des Himmels am Ende ihres irdischen Lebens. Unter dem Boden des Kreuzganges wurden früher die Mönche begraben. die Äbte dagegen zuerst im Kapitelsaal und später beim Kircheneingang.
- das Refektorium sowie das Dormitorium 1385.[16]
- Die 1757 erbaute Klosterbibliothek wurde Anfang des 19. Jahrhunderts mit Deckenmalereien ausgeschmückt. Sie besteht aus drei Räumen: dem Bibliotheksgang, dem philosophischen Saal und dem theologische Saal.
- Die gotische Galerie wurde anlässlich der Landesausstellung 2013 eingerichtet. Hier werden hier Kunstschätze aus den restituierten Klostersammlungen ausgestellt.
- Im gotischen Kellergewölbe der Abtei wird die multimediale Ausstellung „Zawischkreuz - splendor mysticus“ präsentiert, die dem wertvollsten der Ausstellungsstücke im Hause gewidmet ist, dem Zawischkreuz und dessen archäologischen Untersuchungen. Das Zawischkreuz selbst ist im Obergeschoss der Abteikirche zu besichtigen. Dorthin gelangt man nur in kleinen Gruppen über eine Wendeltreppe und nach Passieren besonderer Sicherheitsmaßnahmen. Dieses zweiarmige Byzantinische Kreuz ist eines der wertvollsten Reliquiare der Welt und in seiner Art einzigartig. Es steht als einziges Objekt in dem sogenannten Rosenberg-Oratorium.
- Das Abthaus entstand in der Zeit Wilhelms von Rosenberg († 1592) und wurde später als Apotheke genutzt. In der zweiten Hälfte des 17. Jahrhunderts wurde ein neues Konventsgebäude im Süden des mittelalterlichen Klosterareals errichtet. Unter Abt Quirinus Mickl (1711–1767) wurde in den Jahren 1753–1755 die Klosterbibliothek um- und ausgebaut.[11]

Im gotischen unterirdischen Gewölbe der Klosterprälatur werden den Besuchern anhand von Kameraaufnahmen die erstaunlichen Ergebnisse der nicht-destruktiven Untersuchung der bis vor kurzem noch geheimnisumwobenen Gruft der Rosenberger präsentiert.

## Klosterbibliothek
Die Klosterbibliothek hat einen reichen Altbestand, der bis ins 13. Jahrhundert zurückreicht.
Die hiesige Bibliothek enthält mehr als 70 000 Bücher und ist damit die drittgrößte Klosterbibliothek in der Tschechischen Republik.
Von besonderer Bedeutung sind das Hohenfurter Liederbuch aus der Mitte des 15. Jahrhunderts (Ms. 8b), die Liederhandschrift Ms. 42 von 1410 und die Handschrift Ms. 28 mit der ältesten Fassung des Quempas.
Im Mittelalter vergrößerte sich die Bibliothek vornehmlich durch die Tätigkeit des eigenen Skriptoriums, in dem Codices abgeschrieben wurden. Zur Amtszeit der Äbte Otík z Vyhnanic (1387–1415) und Thomas Hohenfurther von Wels (1463–1493) hatten Klosterbibliothek und Skriptorium ihre Blütezeit.
Bis zum 18. Jahrhundert war die Bibliothek in den Räumen des Abts untergebracht. Eine kleinere Bibliothek stand den Mönchen zur Verfügung. Erst unter Abt Quirin Mickl (Amtszeit 1747–1767) wurde über dem Südflügel des mittelalterlichen Konvents mit dem Ausbau neuer Räumlichkeiten für die Bibliothek begonnen, die 1757 fertiggestellt wurden. Im selben Jahr wurde mit der systematischen Klassifizierung der Bücher sowie der Aufteilung in den theologischen und philosophischen Saal begonnen. Die damals eingeführte Klassifikation behielt größtenteils bis heute Gültigkeit. Dem Engagement Mickls und seines Nachfolgers Hermann Kurtz (1767–1795) verdankt die Bibliothek wertvolle Zugänge, deren Sammeltätigkeit bis zum Ende des 18. Jhs. auf die verschiedensten Wissensgebiete ausgerichtet war. Mit Beginn des 19. Jahrhunderts und dem abnehmenden Einfluss der Klöster auf das Bildungswesen zeichnete sich ein langsamer Niedergang der Bibliothek ab.
Im 20. Jahrhundert wurden die Bestände kaum noch erweitert. Mit der Auflösung des Klosters in der Zeit des Kommunismus 1950 wurde die Verwaltung der Bibliothek der staatlichen Südböhmischen wissenschaftliche Bibliothek in Budweis übertragen. 1991 wurde die Bibliothek in fast unversehrtem Zustand an die Zisterzienserabtei restituiert Sie ist dort in vier Sälen aus dem 18. und 19. Jahrhundert untergebracht.

## Wissenschaftliche Bedeutung
Im 19. Jahrhundert erlebte das Kloster eine wissenschaftliche Blütezeit. Pater Maximilian Millauer verfasste zahlreiche theologische und historische Werke und wirkte als Dozent an der Karlsuniversität, wo er 1834 das Amt des Rektors bekleidete. P. Siegfried Kühweg verfasste den „Codex diplomaticus monasterii Altovadensis 1259–1844“, auf dem das später von Matthias Pangerl herausgegebene „Urkundenbuch des Zisterzienserstiftes B. Mariae Virginis zu Hohenfurth in Böhmen“ basierte, das 1865 als Band XXIII. der „Fontes rerum austriacarum“ veröffentlicht wurde. Das vom späteren Direktor des Stiftsgymnasiums Valentin Schmidt um 1900 veröffentlichte „Urbar des Klosters Hohenfurth von 1524“ ist eine wichtige Quelle für Heimat- und Familienforscher.